# Rogata Turnia
Rogata Turnia (słow. Rohatá veža, niem. Margitspitze, węg. Margitcsúcs) – turnia w masywie Granatów Wielickich o wysokości 2420 m n.p.m., w słowackich Tatrach Wysokich. Znajduje się w bocznej grani odchodzącej na południowy zachód od Staroleśnego Szczytu. Leży pomiędzy tym szczytem, oddzielona Kwietnikową Przełączką, a Małą Granacką Turnią oddzieloną Wyżnią Granacką Szczerbiną. Należy do grupy Granackich Turni – wyższej z dwóch części Granatów Wielickich.
Rogata Turnia jest najwyższym punktem Granatów Wielickich, w których skład wchodzi kilka wybitnych turni. W masywie Rogatej Turni, nieco na południowy zachód od niej wznosi się mała turniczka zwana Granackim Rogiem, od szczytu oddzielona Niżnią Kwietnikową Przełączką. Poniżej Rogatej Turni, po stronie Doliny Wielickiej wyróżnia się kilka obiektów, którymi są (kolejno od wierzchołka):
- Podufała Przełączka,
- Podufała Turnia,
- Podufały Przechód,
- Podufała Baszta.

Wszystkie te obiekty w masywie Rogatej Turni traktowane są jako podrzędne. Masyw Rogatej Turni nie jest dostępny dla turystów, dla taterników najdogodniejsze wejście znajduje się po stronie Doliny Wielickiej.
Nazwa Rogatej Turni pochodzi od jej kształtu.

## Historia
Pierwsze wejścia turystyczne:
- Antonina Englischowa, Karol Englisch i Johann Hunsdorfer junior, 26 lipca 1900 r. – letnie,
- Adam Górka, Jan Krupski, Jerzy Lechowski, Tadeusz Rogowski i Witold Udziela, 14 marca 1955 r. – zimowe.

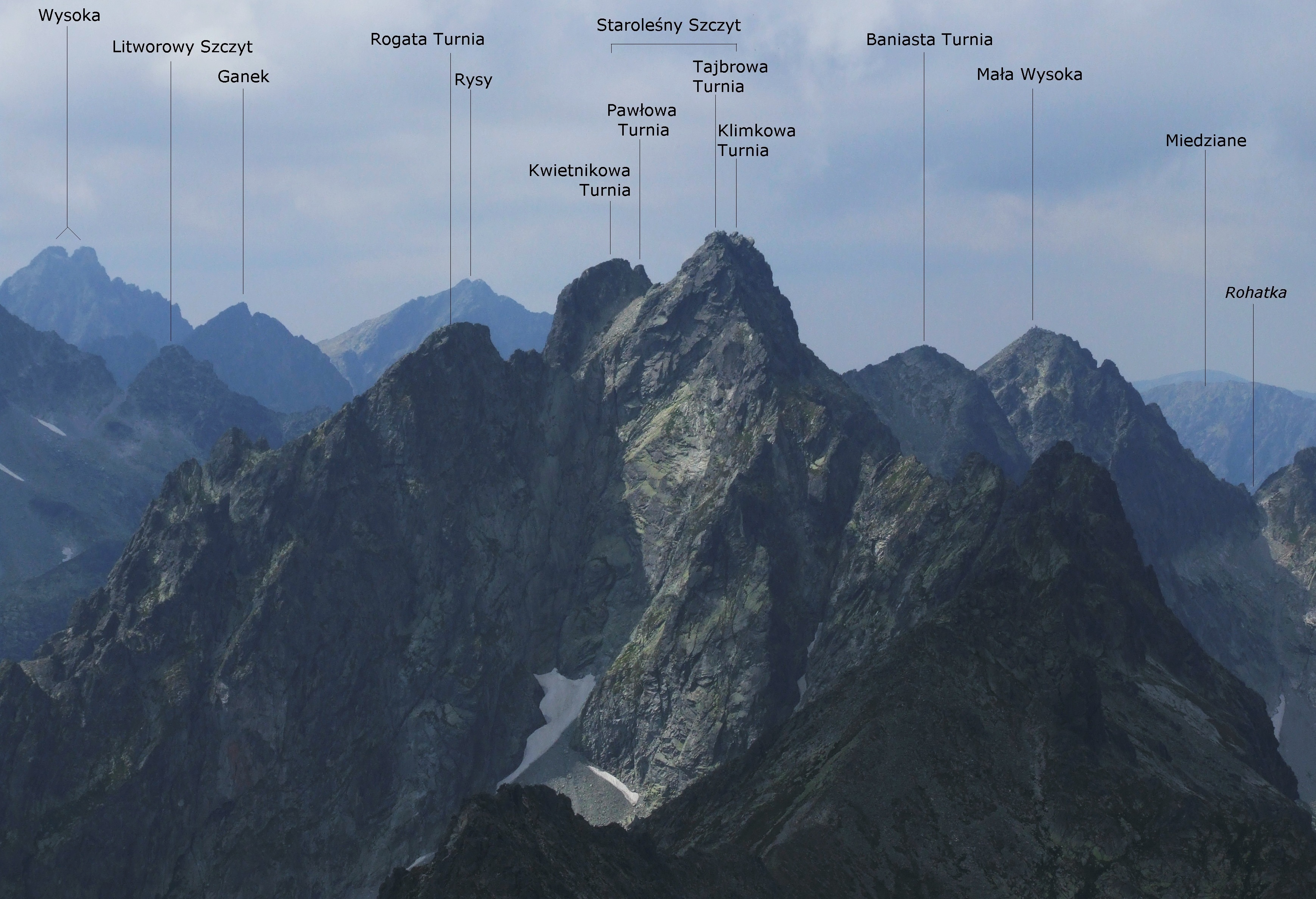
Widok ze Sławkowskiego Szczytu
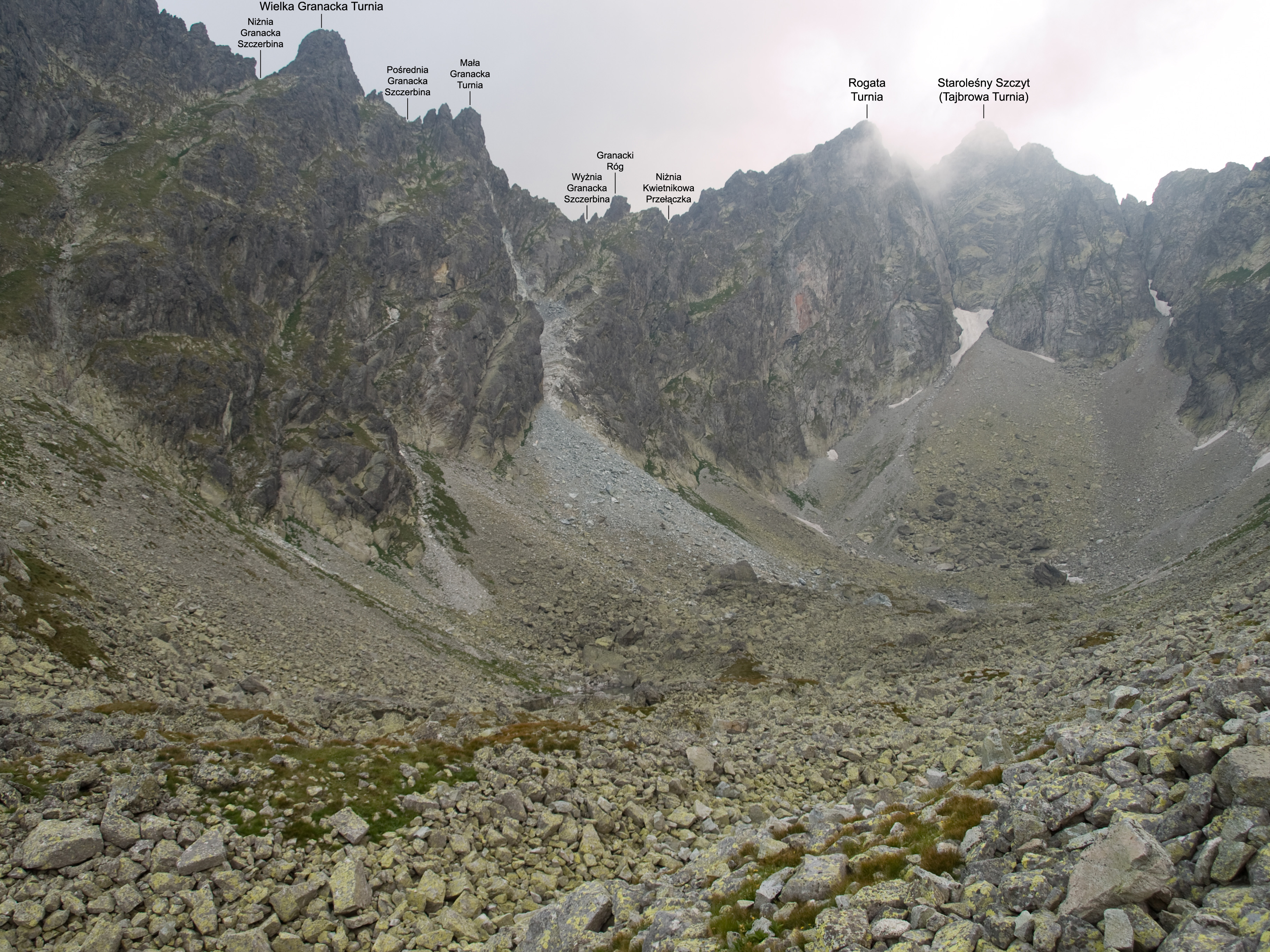
Widok z Doliny Sławkowskiej
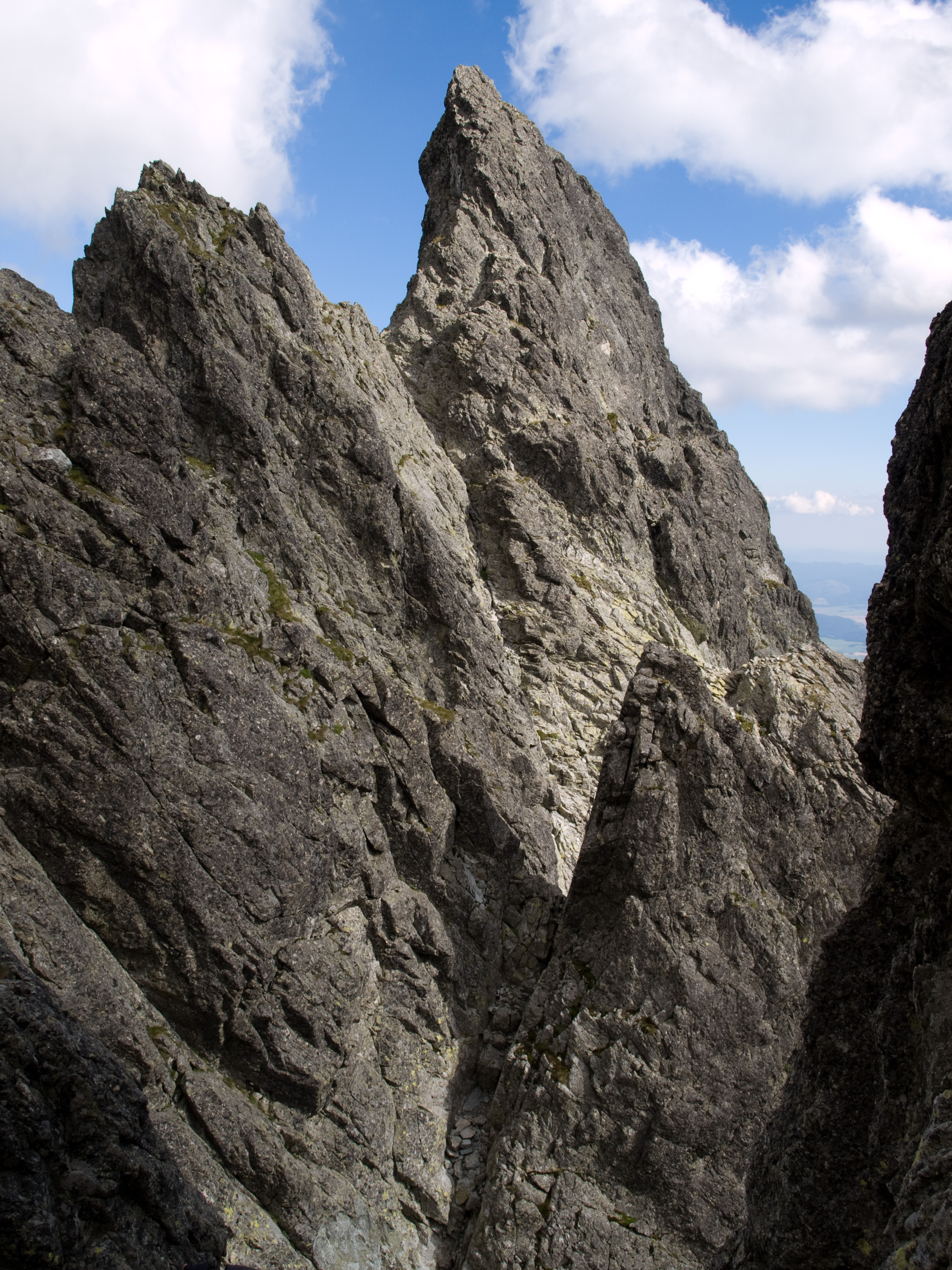